# Erythrococca atrovirens
Erythrococca atrovirens är en törelväxtart som först beskrevs av Ferdinand Albin Pax, och fick sitt nu gällande namn av David Prain. Erythrococca atrovirens ingår i släktet Erythrococca och familjen törelväxter.

## Underarter
Arten delas in i följande underarter:
- E. a. atrovirens
- E. a. flaccida